# Emails I Can’t Send
Az Emails I Can't Send Sabrina Carpenter amerikai énekesnő ötödik stúdióalbuma, amely 2022. július 15-én jelent meg az Island Records gondozásában. Ez Carpenter első albuma a kiadónál. Az Emails I Can't Send elsősorban egy poplemez folk-pop, dance-pop és történetmesélő elemekkel, e-mailek és üzenetek köré épül, amelyeket az énekesnő írt, de nem küldött el.
Az albumot négy kislemez népszerűsítette: a Skinny Dipping, a Fast Times, a Vicious és a Nonsense. Az album népszerűsítése érdekében Carpenter 2022 szeptemberében megkezdte az Emails I Can’t Send turnét. 2023-ban jelent meg az album deluxe kiadása, az Emails I Can’t Send Fwd, amely tartalmazza a Feather című kislemezt. Az album a 23. helyen debütált a Billboard 200-on. Általában kedvező értékeléseket kapott a zenekritikusoktól, és felkerült a Rolling Stone és a Billboard 2022 legjobb albumainak listájára.

## Fordítás
Ez a szócikk részben vagy egészben  az   Emails I Can't Send című angol Wikipédia-szócikk ezen változatának fordításán alapul.  Az eredeti cikk szerkesztőit annak laptörténete sorolja fel. Ez a jelzés csupán a megfogalmazás eredetét és a szerzői jogokat jelzi, nem szolgál a cikkben szereplő információk forrásmegjelöléseként.